# Võ Thị Ánh Xuân
Võ Thị Ánh Xuân (sinh ngày 8 tháng 1 năm 1970) là một nữ chính trị gia người Việt Nam. Bà hiện là Ủy viên Ban Chấp hành Trung ương Đảng Cộng sản Việt Nam khóa XIII, Phó Chủ tịch nước Cộng hòa xã hội chủ nghĩa Việt Nam, đại biểu Quốc hội khóa XV thuộc Đoàn đại biểu Quốc hội tỉnh An Giang. Tại thời điểm chính thức nhậm chức Phó Chủ tịch nước, bà là người trẻ nhất trong lịch sử từng giữ chức vụ này (51 tuổi, 2 tháng, 29 ngày tại thời điểm nhậm chức).
Bà từng là Bí thư Tỉnh ủy An Giang. Bà từng là quyền Chủ tịch nước lần thứ nhất từ ngày 18 tháng 1 năm 2023 đến ngày 2 tháng 3 năm 2023, sau khi Nguyễn Xuân Phúc từ nhiệm đến khi Quốc hội bầu Võ Văn Thưởng làm Chủ tịch nước mới. Bà cũng tiếp tục đảm nhận quyền Chủ tịch nước lần thứ hai sau khi Võ Văn Thưởng từ nhiệm từ ngày 21 tháng 3 năm 2024. Bà cũng là Phó Chủ tịch nước đầu tiên đảm nhận hai lần Quyền Chủ tịch nước Cộng hoà xã hội chủ nghĩa Việt Nam.

## Tiểu sử

### Xuất thân
Bà Võ Thị Ánh Xuân sinh ngày 8 tháng 1 năm 1970 tại phường Thới Sơn, thị xã Tịnh Biên, tỉnh An Giang. Bà hiện sống và làm việc cùng gia đình ở Hà Nội.

### Giáo dục
- Giáo dục phổ thông: 12/12
- Cử nhân Sư phạm Hóa học trường Đại học Cần Thơ
- Cử nhân chính trị

Năm 2021, bà tốt nghiệp chương trình đào tạo Thạc sĩ chuyên ngành Quản lý công tại Học viện Hành chính Quốc gia với đề tài luận văn "Quản lý nhà nước về bồi dưỡng công chức cơ quan chuyên môn thuộc Ủy ban nhân dân tỉnh - từ thực tiễn tỉnh An Giang".

## Sự nghiệp

### Những năm đầu sự nghiệp (1992 - 2015)
Tháng 9 năm 1992, Võ Thị Ánh Xuân bắt đầu công việc chuyên môn đầu tiên của mình là nghề giáo viên tại Trường Trung học phổ thông Mỹ Thới, thị xã Long Xuyên, tỉnh An Giang.
Bà là đảng viên Đảng Cộng sản Việt Nam từ ngày 20 tháng 12 năm 1994 và là đảng viên chính thức 1 năm sau đó.
Tháng 8 năm 1996, bà trở thành chuyên viên nghiên cứu tổng hợp, Văn phòng Tỉnh ủy An Giang. Từ tháng 8 năm 2001, bà lần lượt đảm nhiệm các chức vụ Ủy viên Ban Thường vụ, Phó Chủ tịch, Chủ tịch Hội Liên hiệp Phụ nữ tỉnh An Giang. Bà đồng thời là Ủy viên Ban Chấp hành Đảng bộ tỉnh từ tháng 12 năm 2005 đến tháng 10 năm 2010.
Tháng 8 năm 2010 đến tháng 10 năm 2010, bà giữ cương vị Phó Trưởng ban Dân vận Tỉnh ủy An Giang. Tháng 11 năm 2010, bà được bầu làm Ủy viên Ban Thường vụ Tỉnh ủy và được phân công giữ chức vụ Bí thư Thị ủy Tân Châu. Tháng 1 năm 2011, bà được bầu làm Ủy viên dự khuyết Ban Chấp hành Trung ương Đảng.
Tháng 2 năm 2013, bà được bầu giữ chức vụ Phó Chủ tịch UBND tỉnh An Giang. Tháng 12 năm 2013, bà được bầu làm Phó Bí thư Tỉnh ủy An Giang.

### Bí thư Tỉnh ủy An Giang (2015 - 2021)

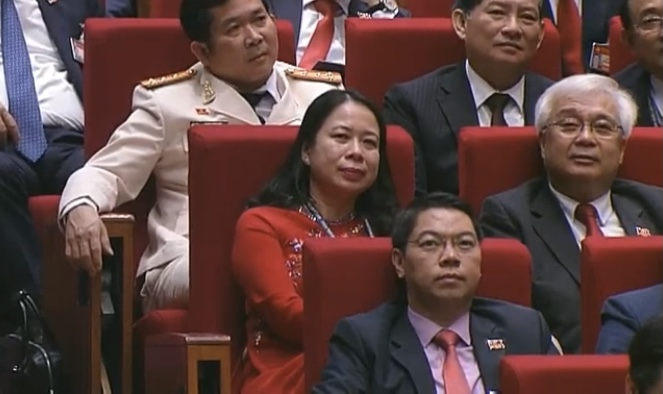
Võ Thị Ánh Xuân tại Đại hội đại biểu toàn quốc lần thứ XIII của Đảng Cộng sản Việt Nam.

Ngày 2 tháng 10 năm 2015, Ban Thường vụ Tỉnh ủy An Giang đã tổ chức hội nghị công bố quyết định của Bộ Chính trị về việc điều động, phân công cán bộ. Võ Thị Ánh Xuân được chỉ định đảm nhận chức Bí thư Tỉnh ủy nhiệm kỳ 2010–2015 thay Bí thư Tỉnh ủy Phan Văn Sáu nhận nhiệm vụ Phó Trưởng Ban Kinh tế Trung ương Đảng Cộng sản Việt Nam. Tại Đại hội đại biểu Đảng bộ tỉnh An Giang lần thứ X, nhiệm kỳ 2015–2020, bà được bầu giữ chức Bí thư Tỉnh ủy.
Tháng 1 năm 2016, bà được bầu làm Ủy viên Ban Chấp hành Trung ương Đảng khóa XII. Sau kỳ bầu cử Quốc hội khóa XIV, bà đồng thời là Trưởng đoàn Đại biểu Quốc hội tỉnh An Giang.
Ngày 4 tháng 9 năm 2020, tại Đại hội đại biểu Đảng bộ tỉnh An Giang lần thứ XI, bà tiếp tục được bầu giữ chức Bí thư Tỉnh ủy An Giang khóa XI, nhiệm kỳ 2020-2025.
Ngày 30 tháng 1 năm 2021, tại Đại hội đại biểu toàn quốc lần thứ XIII của Đảng, bà được bầu là Ủy viên Trung ương Đảng khóa XIII, nhiệm kỳ 2021–2026.

## Phó Chủ tịch nước (2021 - nay)
Ngày 6 tháng 4 năm 2021, tại kỳ họp thứ 11, Quốc hội khóa XIV, Quốc hội nước Cộng hòa xã hội chủ nghĩa Việt Nam đã thông qua nghị quyết bầu bà Võ Thị Ánh Xuân, Ủy viên Trung ương Đảng, Bí thư Tỉnh ủy An Giang, làm Phó Chủ tịch nước Cộng hòa xã hội chủ nghĩa Việt Nam với số phiếu tán thành là 447/449 phiếu trên tổng số đại biểu có mặt. Bà là Phó Chủ tịch nước trẻ nhất từ trước tới nay trong lịch sử Việt Nam. Ngày 8 tháng 4 năm 2021, Quốc hội đã bầu bà giữ chức Phó Chủ tịch Hội đồng bầu cử Quốc gia Việt Nam. Tại kỳ bầu cử năm 2021, bà tiếp tục trúng cử Đại biểu Quốc hội khóa XV ở tỉnh An Giang. Ngày 4 tháng 6 năm 2021, Thủ tướng Chính phủ Phạm Minh Chính ký Quyết định số 855/QĐ-TTg, bổ nhiệm bà làm Phó Chủ tịch Thứ nhất Hội đồng Thi đua - Khen thưởng Trung ương.
Ngày 26 tháng 7 năm 2021, tại kỳ họp thứ nhất, Quốc hội khóa XV, bà tái đắc cử chức Phó Chủ tịch nước với 483/483 đại biểu Quốc hội có mặt tán thành. Ngày 25 tháng 8 năm 2021, bà đã tiếp đón Phó Tổng thống Hoa Kỳ Kamala Harris tại Phủ Chủ tịch.
Tháng 10 năm 2021, bà đã có chuyến công du đến châu Âu. Bà đã đến thăm Bulgaria theo lời mời của Phó Tổng thống Bulgaria Iliana Iotova, bà còn đến Hy Lạp và Bồ Đào Nha. Bà đã đề nghị Lãnh đạo cấp cao Bulgaria thúc đẩy để Quốc hội Bulgaria sớm phê chuẩn Hiệp định bảo hộ đầu tư Việt Nam - EU (EVIPA), tạo thuận lợi tăng cường hợp tác thương mại - đầu tư song phương đồng thời muốn Bulgaria cấp thêm học bổng cho học sinh Việt Nam và tiếp nhận thêm nhiều lao động Việt Nam sang làm việc trong những lĩnh vực mà Bulgaria thiếu nhân lực.
Cũng trong chuyến thăm Bồ Đào Nha, bà dẫn đầu đoàn đại biểu Việt Nam tham dự và phát biểu tại Hội nghị Thượng đỉnh Phụ nữ toàn cầu năm 2021. Bà kêu gọi cần phải phát huy vai trò và sự tham gia đầy đủ và bình đẳng của của phụ nữ trong gìn giữ hòa bình, an ninh quốc gia và quốc tế, nhất là trong ngăn ngừa xung đột và giải quyết các thách thức an ninh phi truyền thống.

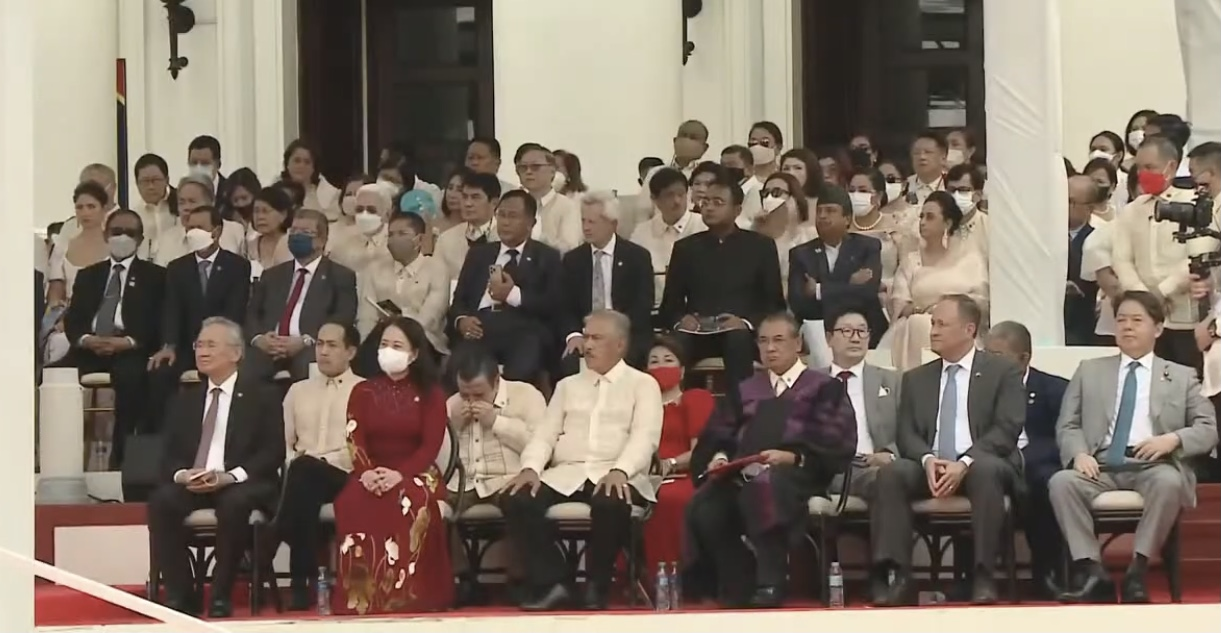
Võ Thị Ánh Xuân tại lễ nhậm chức Tổng thống Philippines Bongbong Marcos.

Ngày 30 tháng 6 năm 2022, bà đã tham dự lễ tuyên thệ nhậm chức của Tổng thống Philippines Bongbong Marcos. Ngày 13 tháng 10 năm 2022 bà đến Kazakhstan dự Hội nghị thượng đỉnh về phối hợp hành động và xây dựng niềm tin ở châu Á (CICA) lần thứ 6.

#### Quyền Chủ tịch nước
Ngày 18 tháng 1 năm 2023, sau khi Nguyễn Xuân Phúc được miễn nhiệm chức Chủ tịch nước, bà trở thành Quyền Chủ tịch nước theo Hiến pháp.
Sáng ngày 3 tháng 2 năm 2023, Văn phòng Chủ tịch nước tổ chức họp báo công bố Lệnh của Quyền Chủ tịch nước về Luật Khám bệnh, chữa bệnh (sửa đổi) đã được Quốc hội khóa XV thông qua tại kỳ họp bất thường lần thứ 2 vào ngày 9 tháng 1 năm 2023, luật có hiệu lực từ ngày 1 tháng 1 năm 2024. Chiều ngày 4 tháng 2 năm 2023, tại Phủ Chủ tịch, bà chính thức nhận bàn giao công tác từ ông Nguyễn Xuân Phúc.
Ngày 24 tháng 2 năm 2023, bà đã trao quyết định bổ nhiệm 13 Đại sứ mới của Việt Nam tại nước ngoài.
Ngày 2 tháng 3 năm 2023, bà thôi giữ chức vụ Quyền Chủ tịch nước sau khi ông Võ Văn Thưởng được Quốc hội bầu là Chủ tịch nước, do đó bà lại quay về với chức vụ cũ của mình là Phó Chủ tịch nước.

#### Sau Quyền Chủ tịch nước
Từ ngày 3 đến ngày 8 tháng 5 năm 2023, Võ Thị Ánh Xuân tham dự Hội nghị Thượng đỉnh Phụ nữ toàn cầu năm 2023 tại Các Tiểu vương quốc Ả Rập Thống nhất và tiến hành một số hoạt động song phương tại nước này, bà sau đó thăm chính thức Qatar từ ngày 7 đến ngày 8 tháng 5. Ngày 14 tháng 8 năm 2023, bà đã đến dự lễ khánh thành công trình xây dựng 8 phòng học Trường tiểu học và Trung học cơ sở Vĩnh Phước, đây là công trình mà Tổng Công ty Thăm dò Khai thác Dầu khí tài trợ gần 6 tỷ đồng được vận động bởi bà Xuân. Ngày 25 tháng 10 năm 2023, theo kết quả kiểm phiếu việc lấy phiếu tín nhiệm tại kỳ họp thứ 6 Quốc hội khóa XV, Võ Thị Ánh Xuân nhận được 410 phiếu tín nhiệm cao, 65 phiếu tín nhiệm và 6 phiếu tín nhiệm thấp.

#### Quyền Chủ tịch nước lần thứ hai
Ngày 20 tháng 3 năm 2024, sau khi ông Võ Văn Thưởng được Ban Chấp hành Trung ương Đảng đồng ý cho thôi giữ tất cả các chức vụ theo nguyện vọng cá nhân, bà sẽ giữ chức vụ Quyền Chủ tịch nước Cộng hòa xã hội chủ nghĩa Việt Nam lần thứ 2 theo quy định của Hiến pháp năm 2013 cho đến khi Quốc hội khoá XV bầu Chủ tịch nước mới. Và bà cũng là Phó chủ tịch nước đầu tiên đảm nhận hai lần quyền Chủ tịch nước.
Ngày 22 tháng 5 năm 2024, ông Tô Lâm được Quốc hội bầu là Chủ tịch nước,. Do đó, theo Hiến pháp 2013, bà thôi giữ chức vụ Quyền Chủ tịch nước và trở lại giữ chức vụ Phó Chủ tịch nước vào cùng ngày có Chủ tịch nước mới.

## Hoạt động Đại biểu Quốc hội
| Ngày đắc cử         | Quốc hội khóa | Nơi ứng cử/Đoàn Đại biểu           | Đảng phái              | Tỉ lệ  | Nghề nghiệp, chức vụ                                                                                        | Tuổi thắng cử | Ghi chú |
| ------------------- | ------------- | ---------------------------------- | ---------------------- | ------ | --- | ------------- | ------- |
| 22 tháng 5 năm 2016 | Khóa XIV      | Đơn vị bầu cử số 01, tỉnh An Giang | Đảng Cộng sản Việt Nam | 81,46% | Ủy viên Ban chấp hành Trung ương Đảng, Bí thư Tỉnh ủy An Giang, Trưởng Đoàn Đại biểu Quốc hội tỉnh An Giang | 46 tuổi       |         |
| 23 tháng 5 năm 2021 | Khóa XV       | Đơn vị bầu cử số 01, tỉnh An Giang | Đảng Cộng sản Việt Nam | 89,35% | Ủy viên Ban Chấp hành Trung ương Đảng; Phó Chủ tịch nước Cộng hòa xã hội chủ nghĩa Việt Nam                 | 51 tuổi       |         |

## Phong tặng
- Huân chương Tự do hạng nhất của Lào (2025)[30]